# سیارک ۲۷۷۱۹
سیارک ۲۷۷۱۹ (به انگلیسی: 27719 Fast، نامگذاری:1989SR3) بیست و هفت هزار و هفتصد و نوزدهمین سیارک کشف شده‌است که در ۲۶ سپتامبر ۱۹۸۹ کشف شد.